# Mary (película de 2005)
Mary es un thriller dramático de 2005, escrita y dirigida por Abel Ferrara y protagonizada por Juliette Binoche, Forest Whitaker, Marion Cotillard, Matthew Modine y Heather Graham. El film fue galardonada con el Premio Especial de Jurado en el Festival Internacional de Cine de Venecia de 2005 así como tres premios menores. 

## Argumento
Tras el rodaje de una película sobre la vida de Jesús titulada "Esta es mi sangre", Marie Palesi, la actriz que interpreta a María Magdalena se refugia en Jerusalén en busca de la verdad detrás de la historia, mientras que el director de la película, quien también interpreta a Jesús, regresa a Nueva York para promover la película.
La película dentro de una película está generando controversia pública por razones que nunca se especifican directamente, pero algunas escenas de la película se basan en los Evangelios gnósticos no canónicos, mientras que hay acusaciones públicas de que la película es antisemita por razones que no se explican.
En Nueva York, el periodista de televisión Ted Younger (Forrest Whitaker) presenta una serie de programas sobre la vida de Jesús y elige entrevistar al director de la película pero, en privado, Younger está atravesando una crisis de fe.

## Reparto
- Forest Whitaker – Ted Younger
- Juliette Binoche – Marie Palesi/María Magdalena
- Matthew Modine – Tony Childress/Jesus
- Heather Graham – Elizabeth Younger
- Marion Cotillard – Gretchen Mol
- Stefania Rocca – Brenda Sax
- Francine Berting – Enfermera
- Giovanni Capalbo – Policía
- Massimo Cortesi – Sacerdote
- Ettore D'Alessandro – Apóstol Andrés
- Alex Grazioli – Apóstol Mateo
- Emanuela Iovannitti – Johanna, seguidora de María
- Marco Leonardi – Apóstol Pedro
- Amos Luzzatto – él mismo
- Thure Riefenstein – Silvano
- Gisella Marengo – Enfermera Nicu
- Mario Opinato – Apóstol Santiago
- Gabriella Wright – técnico de TV
- Elaine Pagels
- Jean Yves Leloup